# Gonfaron
Gonfaron là một xã trong tỉnh Var thuộc vùng Provence-Alpes-Côte d’Azur, Pháp. Xã này có diện tích 40,42 km², dân số năm 2006 là 3713 người. Xã này nằm ở khu vực có độ cao trung bình 180 mét trên mực nước biển.

## Biến động dân số
| Năm | 1962 | 1968 | 1975 | 1982 | 1990 | 1999 | 2004 | 2006 |
| --- | ---- | ---- | ---- | ---- | ---- | ---- | ---- | ---- |
| Dân số | 1752 | 2133 | 2308 | 2277 | 2566 | 2805 | 3481 | 3713 |
| From the year 1962 on: No double counting—residents of multiple communes (e.g. students and military personnel) are counted only once. |      |      |      |      |      |      |      |      |